# Ramon Roger I de Pallars Sobirà
Ramon Roger I de Pallars Sobirà (? - 1295) fou comte de Pallars Sobirà. Fill de Roger II de Pallars Sobirà i de Sibil·la de Berga, i germà d'Arnau Roger I. El seu territori fou atracat per les tropes de Roger Bernat III de Foix. A diferència del seu germà, qui s'havia reconciliat amb Pere el Gran, Ramon Roger va participar en la Croada contra la Corona d'Aragó en el costat dels croats, sent el causant de la Revolta de Perpinyà segrestant als caps de la ciutat i confiscant-los els béns.
A la seva mort el 1295 el va succeir la seva neboda Sibil·la